# Carter (Montana)
Carter es un lugar designado por el censo (en inglés, census-designated place, CDP) situado en el condado de Chouteau, Montana, Estados Unidos. Según el censo de 2020, tiene una población de 65 habitantes.

## Geografía
La localidad está ubicada en las coordenadas 47°46′40″N 110°55′58″O / 47.77778, -110.93278. Según la Oficina del Censo, tiene una superficie de 7.51 km² de tierra firme y 0.004 km² de agua.

## Demografía
Según el censo de 2020, hay 65 personas residiendo en la localidad. La densidad de población es de 8.66 hab./km². El 95.38% de los habitantes son blancos y el 4.62% son de una mezcla de razas. No hay hispanos o latinos viviendo en la zona.